# Drešaj
Drešaj (cyr. Дрешај) – wieś w Czarnogórze, w gminie Tuzi. W 2011 roku liczyła 188 mieszkańców.